# Pseudopanurgus altissimus
Pseudopanurgus altissimus är en biart som först beskrevs av Cockerell 1922.  Pseudopanurgus altissimus ingår i släktet Pseudopanurgus och familjen grävbin. Inga underarter finns listade i Catalogue of Life.